# Nierbach
Der Nierbach ist ein 10,1 km langer, orografisch linker Nebenfluss der Ruhr im nordrhein-westfälischen Hochsauerlandkreis, Deutschland.

## Geographie
Der Nierbach, der im Oberlauf südlich von Blüggelscheidt auch Neismecke genannt wird, entspringt etwa 1,5 km nordwestlich von Brabecke auf einer Höhe von 600 m ü. NN im Süden des Massivs des Bastenbergs, das er in seinem späteren Lauf nach Nordnordwesten etwa mittig durchschneidet und den Bastenberg (745,1 m) vom Hockenstein (693,4 m) separiert. Nach dem Austreten aus dem Massiv fließt der Nierbach überwiegend in nördliche Richtung. Dabei werden die Ortschaften Blüggelscheidt und Nierbachtal durchflossen, das nach der kommunalen Neugliederung nach dem Bach benannt wurde, da es sonst zwei Ortsteile mit Namen Grimlinghausen in der Gemeinde Bestwig gegeben hätte.  Schließlich mündet der Bach in Wehrstapel auf 274 m ü. NN linksseitig in die Ruhr.

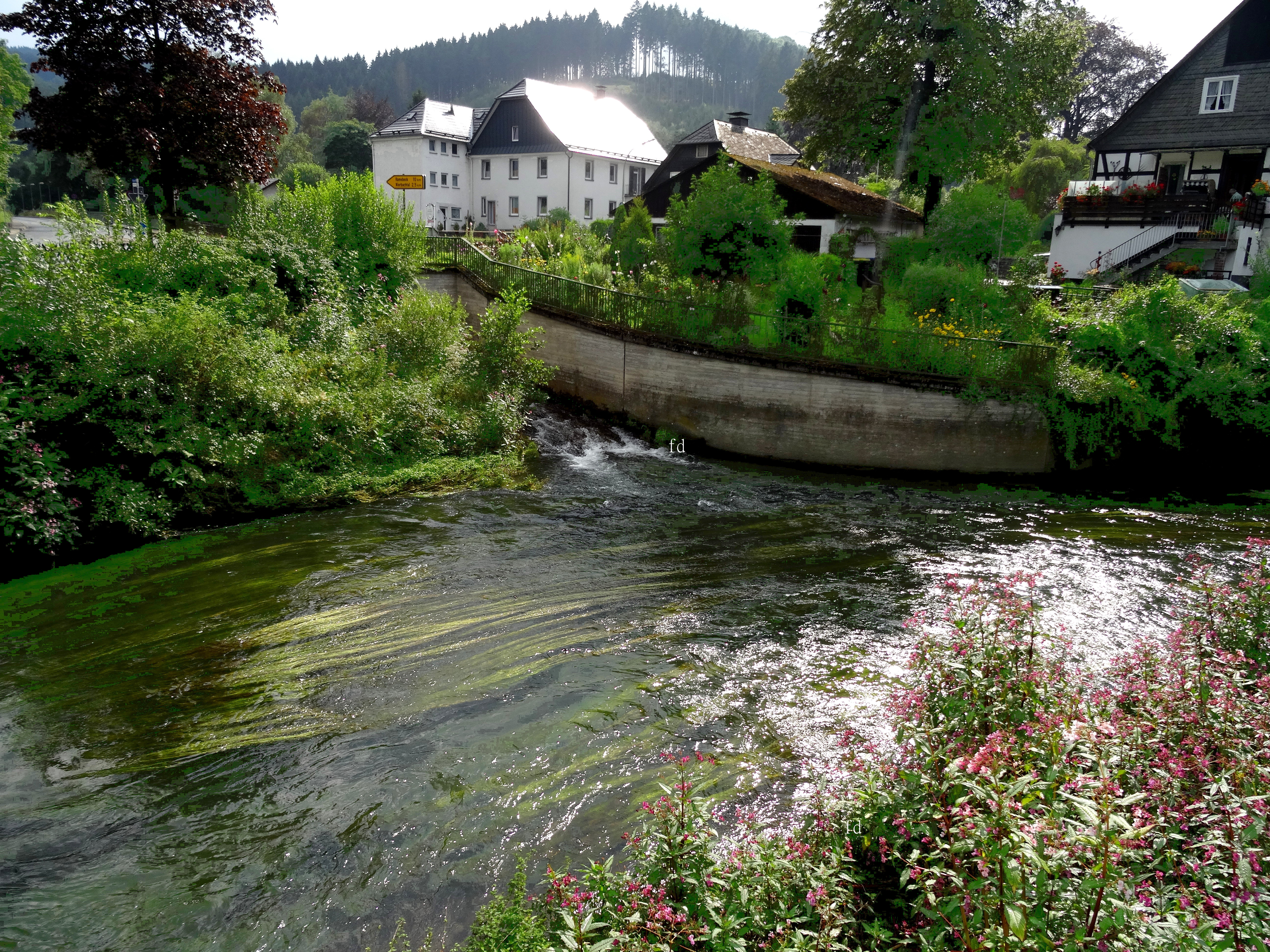
Nierbachmündung unter der Bundesstraße 7 in die Ruhr.

Auf seinem Weg von der Quelle zur Mündung überwindet der Nierbach einen Höhenunterschied von 326 m, was einem mittleren Sohlgefälle von 32,3 ‰ entspricht. Er entwässert ein 19,369 km² großes Einzugsgebiet über Ruhr und Rhein zur Nordsee.

### Nebenflüsse
Wichtigster Nebenfluss des Nierbachs ist der 3,1 km lange Berlarer Bach (GKZ: 2761346). Weitere Nebenflüsse sind die Nier (GKZ: 2761342, auch Harbach) mit einer Länge von 2,6 km und der Mosebollerbach (GKZ: 2761344, Länge 2,1 km).